# 阿久和安藤家
阿久和安藤家（あくわあんどうけ）は、三河国を発祥とする直参旗本の家系。三河安藤氏の分家。治（次）右衛門の通称を代々名乗る。徳川家康の関東入国にあたり、天正19年（1591年）、相模国鎌倉郡阿久和村（現在の横浜市瀬谷区三ツ境および阿久和から泉区新橋と一部弥生台にまたがる地域）に知行を得る。幕末にかけて、阿久和村を中心に2540石を治めた。江戸屋敷は小日向の新坂（現在では今井坂）、現在の文京区春日。
家紋は、丸に下り藤、七引竜。
菩提寺は、阿久和山観音寺（横浜市泉区新橋）、墓所は横浜市瀬谷区阿久和にある通称「お墓山」で、正珍、正頼、正程の墓所がある。正房以降は江戸早稲田の竜善寺に葬られる。

## 歴代
1. 安藤定次　（1548年 - 慶長5年（1600年））
2. 安藤正次　（1565年 - 元和元年（1615年））
3. 安藤正珍　（1604年 - 寛文6年（1666年））
4. 安藤正程　（1635年 - 延宝7年（1679年））
5. 安藤定房　（1669年 - 寛保3年（1743年））
6. 安藤定殻　（1698年 - 寛延2年（1749年））
7. 安藤正甫　（1732年 - 寛政3年（1791年））
8. 安藤正武
9. 安藤定喬
10. 安藤某
11. 安藤某
12. 安藤正義

- 初代定次は、安藤家重の五男で、徳川家康に従い、武勲を重ねる。永禄6年（1563年）の三河一向一揆に加わりもしたが、小田原征伐では内藤家長の軍に属し軍功を挙げる。伏見城の戦いでは、目付として参戦したが戦死。三河武士の鑑と賞された。

- 正次は、松平信康の側近を経て、徳川家康に従う。関ヶ原の戦いでは、清洲で岐阜城陥落の知らせを受けると、中山道を西進し上田に向かい、徳川秀忠に戦況の報告をした。慶長11年（1606年）、普請奉行になり、駿府城の拡張工事では監督を務める。これにより築城検視に手腕をふるう。また将軍御前で暴れ狂う猪を投げ槍でしとめ「岩突きの槍」と命名を賜る。加賀前田家への密命あり。古田織部の茶会に参席。慶長19年（1614年）御槍奉行を務める。大坂の陣では、阿久和村内の熊野神社で出陣式を行う。大坂冬の陣では、外堀を埋める奉行を務めた。また内堀も埋めてしまい、豊臣側の抗議も聞く耳を持たなかった。夏の陣では前田利常の陣に攻撃の伝令に行った際に重傷を負い、平野で自害した。平野の願正寺には、「岩突きの槍」及び自刃の時の刀（火災により身のみ）が残されている。中里介山著『續日本武術神妙記』の中で「安藤次右衛門」という章があり、大坂夏の陣の武勲が紹介されている。

- 正珍（まさよし）は、御小姓組及び諸国御巡視役。寛永10年（1633年）、神尾守勝、近藤用行、安藤正珍、朽木友綱と共に茶壷奉行（宇治採茶使）を勤める。鍵屋の辻の決闘で荒木又右衛門に殺害された河合又五郎を江戸屋敷で匿ったとされている。幕府の裁定は喧嘩両成敗となり、久世広当、阿倍正之とともに寛永寺へ百日間の寺入りを命ぜられた。

- 正程 - 御目付衆。

- 定房 - 御旗奉行及び茶壺奉行に任命されている。茶書『南方録』を江戸に広める。『南方録』は現在の研究においては、元禄時代に成立した偽書とされている。

- 定穀 - 御旗奉行。

- 正甫 - 御使番衆。

- 正武（まさたけ） - 西丸書院番。

- 定喬（さだたか） - 阿久和の熊野神社に鳥居などを寄進した記録が残されている。文化5年、部屋住御目見。文化6年、家督小普請入。文化7年、書院番入。文政13年、使番（旗本家百科事典より）。

## 駕籠訴訟
- 寛保元年（1741年）の大凶作にもかかわらず、領主安藤定房は江戸の早稲田に竜善寺を建てるため、農民に年貢の増納を命じた。農民は年貢の軽減を訴えたが取り上げられなかったため、当時は御法度であって駕籠訴を老中松平信祝に強行、領民の惨状と救助を訴えた。結果は喧嘩両成敗の形をとられ、訴えた領民は追放されたが（後、帰農）、この時には定房は没していた為、子の領主定殻が蟄居処分となった。しかし当時は駕籠訴訟を行った者は獄門か、重刑が多かったため、実質上は帰農が許された農民の勝訴であった[1]。
- 文政9年（1826年）10月3日には、道中奉行兼勘定奉行石川主殿正忠房に、百姓与右衛門が駕籠訴をおこなっている。」（『編年百姓一揆史料集成』より）

## 民話
泉区の民話として、時代は不明だが、安藤の殿様が領内を通過していた巡礼者を「切り捨て御免」で試し切りしたという言い伝えが残されている。現在では巡礼坂という名称で残っている。